# Alliance Atlantis
Alliance Atlantis Communications Inc. (anteriormente comercializado como TSX : AAC) fue una empresa con sede en Toronto, Canadá.
Alliance Atlantis fue adquirido por Canwest Global Communications, filial de Goldman Sachs en 2007. El negocio del cine ahora funciona de forma independiente como Alliance Films, con sede en Montreal, y los negocios internacionales de televisión y distribución son ahora propiedad de Echo Bridge Entertainment. Se especializaba en medios de comunicación, en especial en la producción de películas. Alliance Atlantis también tenía oficinas en Halifax, Los Ángeles, Londres, Dublín, Madrid, Barcelona, Shannon y Sídney.
Todas las redes de la Alliance Atlantis son ahora propiedad de Shaw Communications a través de su División de Medios de Comunicación Shaw.

## Origen e historia
Alliance Atlantis se formó en 1998 a partir de la fusión de dos productoras existentes, Alliance Communications y Atlantis Communications, ambas fundadas en 1985. La fusión fue un poco inusual puesto que el responsable de Atlantis, Michael MacMillan, se convirtió en director gerente (CEO) de la nueva empresa aunque Atlantis era el socio más pequeño en la operación;[cita requerida]  por su parte, el director gerente (CEO) de Alliance, Robert Lantos, estaba más interesado en volver a tareas de producción.[cita requerida]  Como presidente y director del Consejo de Administración de la resultante Alliance Atlantis, Lewis Rose fue el responsable de liderar los grupos de trabajo que realizaron una fusión financiera de $545 millones y que consiguieron un excedente de $20 millones en ahorros y sinergias de la combinación de ambas empresas, en el año siguiente a la fusión. (La fusión fue parodiada en la serie de televisión Made in Canada, en la que Pyramid Productions se fusionaba con una compañía llamada Prodigy).
En la época de la fusión, ambas compañías habían iniciado varios canales específicos en la televisión canadiense: en 1995, Alliance lanzó Showcase Television mientras que Atlantis lanzó Life Network (que desde entonces se renombró como "Slice"); en el otoño de 1997 las compañías lanzaron History Television y HGTV Canada, respectivamente. Atlantis también fue un inversor principal en YTVdurante sus primeros años antes de venderla a la actual Corus Entertainment.
En 2003, la compañía compró Salter Street Films, que había producido algunos programas de televisión tanto para el mercado canadiense como el internacional Sin embargo, pronto después de la adquisición, Salter Street fue disuelta y sus proyectos en activo transferidos a la división de desarrollo/producción de la propia Alliance Atlantis.
Aduciendo bajos beneficios Alliance Atlantis casi ha cerrado su área de producción, excepto el muy rentable grupo de series CSI: Crime Scene Investigation, que co-produce con CBS Television Studios. Mantuvo brevemente el veterano programa de Salter Street This Hour Has 22 Minutes antes de transferirlo a Halifax Film Company, formada por antiguos empleados de Salter Street.
Su negocio principal se transformó en ser la propietaria de algunos servicios específicos en Canadá, que, además de los señalados anteriormente, ahora incluyen entre otros Food Network, Discovery Health, BBC Canada, BBC Kids.
En 2007, Alliance Atlantis fue distinguida como una de las 100 principales empresas de Canadá, según publicó la revista Maclean, la única emisora de televisión incluida en la lista.

## Venta a Canwest/Goldman Sachs
El 20 de diciembre de 2006 la compañía anunció que estaba "explorando estrategias alternativas", poniéndose definitivamente a la venta Entre los posibles compradores estaban Canwest Global, Corus Entertainment, Astral Media, y Rogers Communications. Se esperaba vender por separado los derechos de CSI, con la CBS como la compradora más probable. Previamente se había hecho un anuncio similar respecto a la sección de distribución de películas, que se pretendía también vender por separado.
El 10 de enero de 2007 se anunció que Alliance Atlantis podría ser adquirida por un consorcio entre Canwest Global y GS Capital Partners, un afiliado de Goldman Sachs. La empresa se dividió de la siguiente forma:
- La división de entretenimiento y producción, siendo principalmente el 50% de ACC la lucrativa franquicia CSI, fue adquirida por GS Capital Partners. CBS Paramount adquirió los derechos de distribución internacional de los programas de Alliance Atlantis.
- Las operaciones de distribución internacional de televisión de Alliance Atlantis fueron vendidas por Goldman Sachs Capital Partners a Echo Bridge Entertainment.[5]
- La distribución de películas, incluyendo sus ingresos por cotización en bolsa, fue adquirida por las empresas canadienses EdgeStone Capital Partners y GS Capital Partners. El 15 de enero de 2008, Edgemont, con el 51% de participación nominal (y el 38'5% de la participación proporcional) de Alliance fue adquirida por Société générale de financement du Québec, una agencia de inversión del gobierno del estado. Desde la disgregación, las películas de la compañía se han distribuido bajo la marca "Alliance" en el mercado inglés y con la marca "Alliance Vivafilm" para las realizaciones francesas.
- La división de emisión fue adquirida conjuntamente por Canwest y GS Capital Partners, con el primero como poseedor de la mayoría de las opciones de voto y el segundo como poseedor de la mayoría proporcional. Canwest posee el 66.67% y GS el 33.32% de CW Media, la sociedad de cartera para los antiguos canales de AAC.

Inicialmente, Canwest todavía manejaba los canales que poseía antes de la fusión. Se esperaba que las divisiones de emisión de Canwest y CW Media terminasen fusionándose, proporcionando también a GS un tamaño interesante para Global y otros canales de Canwest (esos planes terminaron siendo irrelevantes debido a los problemas de Canwest con sus acreedores). Después de que Canwest solicitase concurso de acreedores a finales de 2009, Shaw Communications tomó el control de la mayor parte de los antiguos activos de emisión de Alliance Atlantis, el 27 de octubre de 2010, después de que la CRTC (Sociedad Canadiense de Radiodifusión y Telecomunicaciones) anunciase su aprobación el 22 de octubre. Alliance Atlantis (CW Media) es actualmente parte de la nueva división Shaw Media.

## Activos

### Emisiones
Canales temáticos
- BBC Canada (80%)
- BBC Kids (80%) (Ahora propiedad de Knowledge BC)
- Discovery Health Canada (80%)
- Fine Living Canada (80.24%)
- Food Network Canada (57.58%)
- HGTV Canada (80.24%)
- History Television
- IFC Canada
- National Geographic Channel Canada (80%)
- Showcase
- Showcase Action
- Showcase Diva
- Slice

- Historia (50%)
- One: the Body, Mind & Spirit channel (37.77%)
- SCREAM (49%)
- Séries+ (50%)

- Score Media Inc. (25.93%)
  - HARDtv
  - OUTtv
  - The Score

Página web
- Blogtv

NOTA: Los canales en NEGRITA son en los que Alliance Atlantis era el socio gerente.

### Entretenimiento
Alliance Atlantis desarrolló y distribuyó varios programas de televisión en canales canadienses, norteamericanos e internacionales. Los programas variaban entre series, lifestyle y documentales. Los programas infantiles se realizaron a través del brazo de producción, AAC Kids. Toda la biblioteca de AAC Kids (con algunas excepciones), ahora son propiedad de WildBrain, con la distribución europea de Studio 100. En tanto, toda la franquicia de CSI, ahora es propiedad de CBS Studios (anteriormente, CBS Paramount Television y CBS Television Studios durante la producción de la misma).
Programas infantiles
- Degrassi: The Next Generation (2001–2007)
- Dragon Booster (2004)
- Connie the Cow
- Henry's World
- Lunar Jim
- The Famous Jett Jackson (1998–2001)
- The Jersey (1999-2004)
- The Brothers Garcia (2000-2004)
- In a Heartbeat (2000–2001)
- I Was a Sixth Grade Alien (1999-2001)
- Ready Jet Go! (2016-2019)

Dramas
- Earth: Final Conflict (1997-2002)
- Cold Squad (1998-2005)
- Little Men (serie de TV) (1998-1999)
- CSI: Crime Scene Investigation (2000–2007)
- Haven (miniserie de TV) (2001)
- The Associates (serie de TV) (2001-2002)
- CSI: Miami (2002-2007)
- The Eleventh Hour (serie de TV) (2002-2005)
- CSI: NY (2004-2007)
- Due South (1997-1999)
- Power Play (serie de TV) (1998-2000)

Programas de humor
- Trailer Park Boys
- Kenny vs Spenny
- Rent-a-Goalie
- Weeds (serie de TV)
- Slings and Arrows

Otros programas [cita requerida]
- Holmes on Homes
- Crash Test Mommy
- The Mom Show
- Design Inc.
- David Rocco's Dolce Vita
- Opening Soon
- The Surreal Gourmet
- Debbie Travis' Facelift
- The Crocodile Hunter

Alliance Atlantis también ha producido algunos programas en francés -tanto originales como versiones de sus producciones en inglés- bajo la marca Alliance Atlantis Vivafilm.

## Alliance Films
Alliance Films es una importante compañía de producción/distribución de películas para Canadá, Reino Unido y España. Oficialmente conocida como Motion Picture Distribution LP, fue refundada en 2007 debido al cierre de su compañía anterior, Alliance Atlantis, que fue vendida por partes a Canwest Global, GS Capital Partners y otras empresas más pequeñas.
Los estrenos en vídeo de Alliance Atlantis y Vivafilm fueron, y continúan siendo, manufacturados y distribuidos por Universal Studios Home Entertainment.